# Micropsectra malla
Micropsectra malla is een muggensoort uit de familie van de dansmuggen (Chironomidae). De wetenschappelijke naam van de soort is voor het eerst geldig gepubliceerd in 2008 door Gilka & Paasivirta.